# لويس كلاركسون
لويس كلاركسون (بالإنجليزية: Lewis Clarkson)‏ هو لاعب كرة قدم بريطاني، ولد في 8 نوفمبر 1993. لعب مع برادفورد سيتي.

## وصلات خارجية
- لويس كلاركسون على موقع قاعدة بيانات كرة القدم.إي يو (الإنجليزية)
- لويس كلاركسون على موقع Soccerway.com (الإنجليزية)